# Gouiniodinae
Gouiniodinae, nadpodtribus trava opisan 2017.. Uključena su podplemena Cteniinae, Farragininae, Gouiniinae, Hubbardochloinae, Perotidinae, Trichoneurinae, i Zaqiqahinae.
To su trajnice i jednogodišnje bilje. Tip je Gouinia E.Fourn. ex Benth. & Hook.f.

## Rasprostranjenost:
Farragininae i Zaqiqah su afrički; Gouiniinae je sa zapadne polutke; Ctenium, Hubbardochloinae i Trichoneurinae su afrička i zapadna hemisfera; Perotidinae je afrički i jugoistočnoazijski.